# 人壽製藥
'人壽製藥廠股份有限公司（LEN-SHOW Chemical & Pharm. co., Ltd., 簡稱：人壽製藥），是台灣一家中藥製造商，代表產品為「消痔通腸丸」、「寶濟散」、「救心丹」、「十八銅人止嗽散」。主要業務為散劑、丸劑、膠囊劑、碎片劑、金丸與藥品及保健食品代工。

## 沿革概略
- 1956年，人壽製藥於新竹市創立
- 1961年末，人壽製藥蕭振山與黃俊雄合作，設計以藥品為名的公仔中國強，是台灣最早的布袋戲聯名公仔
- 1996年經衛生署核定成為GMP藥廠
- 2010年起為香港澳門代工 25mm 純金箔救心丹，為國內少數會製造小藥丸的藥廠

## 外部連結
- 官方网站